# Sonnó džói

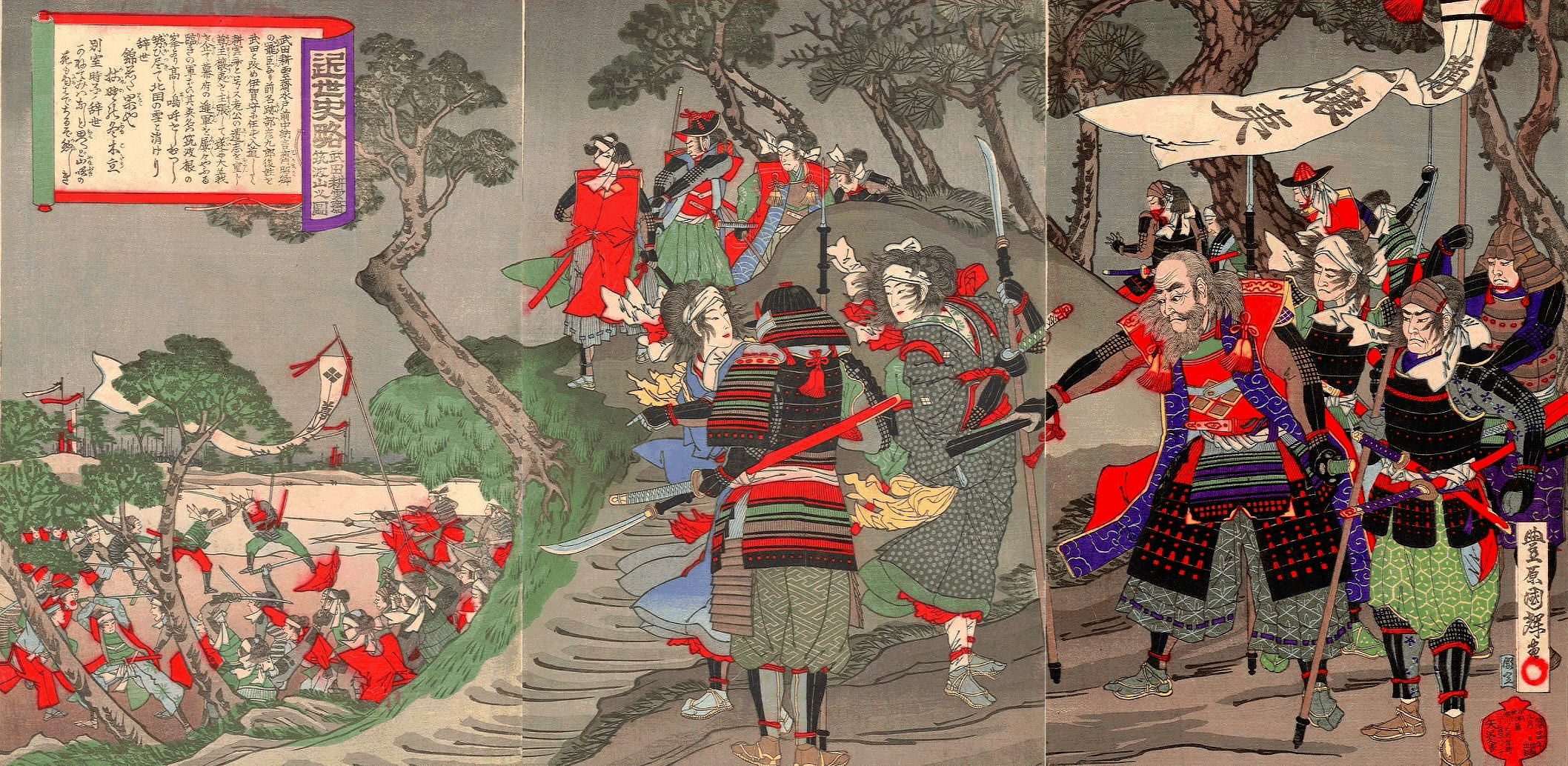
Samurajové pod prapory sonnó džói (vpravo) během povstání v provincii Mito (Cukuba, 17. června 1864).

Sonnó džói (japonsky 尊皇攘夷 nebo také 尊王攘夷) byl původně slogan japonské neokonfuciánské politické filozofie. Na počátku druhé poloviny 19. století, kdy Japonsko v období Bakumacu procházelo přechodem od feudální společnosti k modernímu státu, se stalo politickým heslem společenského hnutí, které podporovali především nižší samurajové a nešlechtické vrstvy obyvatelstva. Cílem hnutí bylo odstranění vládnoucího Tokugawského šógunátu a navrácení moci císaři.
Jedná se o kombinaci výrazů: „Ctěte císaře!“ (sonnó) a „Vyžeňte barbary!“ (džói).

## Vznik
Samotné heslo sonnó džói bylo známé již v Číně od 7. století př. n. l. Použil ho kníže Čchi Chuan Kung v období Jar a podzimů. V tomto období ztratili čínští vládci dynastie Čou kontrolu nad ostatními feudálními státy čínské říše. Čchi heslo používal, aby přesvědčil ostatní feudální vládce a státy k respektování dynastie Čou. Díky vděčnosti a darům, které za to Čchi Chuan Kung od tehdejšího vládce dynastie Čou Siang-wanga získal, se stal prvním z tzv. pěti hegemonů nad ostatními feudálními státy. V té době šlo o prosté heslo, které hlubšího významu nabylo až mnohem později v Japonsku.
Původ filozofie založené na hesle Čchi Chuan Kunga lze vysledovat v díle japonských neokonfuciánských učenců Jamazakiho Ansaie a Jamagy Sokóa, kteří se zabývali nedotknutelností japonského císařského rodu a jeho nadřazeností nad vládnoucími rody jiných zemí. Tyto myšlenky, které se objevily v 17. století, dále rozvinuli učenci akademického hnutí Kokugaku Motoori Norinaga a Takenouči Šikibu ve druhé polovině 18. století do podoby „Teorie absolutní poslušnosti Tennó“ (尊皇論, Sonnóron). Oba učenci ve svém díle naznačovali, že vládnoucímu tokugawskému šógunátu je třeba projevovat menší loajalitu nežli císaři.
Znalec japonské historie a šintó ze školy Mitogaku Aizawa Seišisai (会沢 正志斎) zpopularizoval sonnó džói v roce 1825 svým polemickým dílem Šinron (新論, „Nové teze“). Podle Aizawy znamenalo sonnó uctívání císaře Tokugawským šógunátem a džói odstranění barbarských (tj. západních) kulturních vlivů v Japonsku. Nacionalistické hnutí založené na Aizawově učení se poprvé objevilo ve 30. letech 19. století v oblasti Mito (nyní prefektura Ibaraki) za vlády daimjó Nariaki Tokugawy.

## Sonnó džói v období Bakumacu
Po staletí trvající uzavření Japonska se otřáslo v základech po příjezdu americké flotily vedené Matthewem C. Perrym 8. července 1853 a po uzavření Kanagawské smlouvy šógunátem 31. března 1854. Politika téměř úplného odříznutí země (sakoku), nemohla být tváří v tvář vojenské síle Američanů zachována. Džói vzniklo jako protireakce na nátlak západních mocností na Japonsko, který většina samurajů vnímala jako ponížení své země. Mimo oblasti Mito vznikla silná nezávislá hnutí v Čóšú, Sacumě a Tose, jejichž vůdčím heslem se stalo právě sonnó džói. Jejich členové se nazývali šiši.
Skutečnost, že šógunát nekladl cizincům žádný výrazný odpor, přestože císařský dvůr prosazoval protiopatření, považovali mnozí vůdci proti-tokugawského hnutí (např. Jošida Šóin) za důkaz, že šógunát je třeba nahradit vládou, která by lépe prosazovala císařovu vůli.

### Radikalizace a represivní opatření bakufu

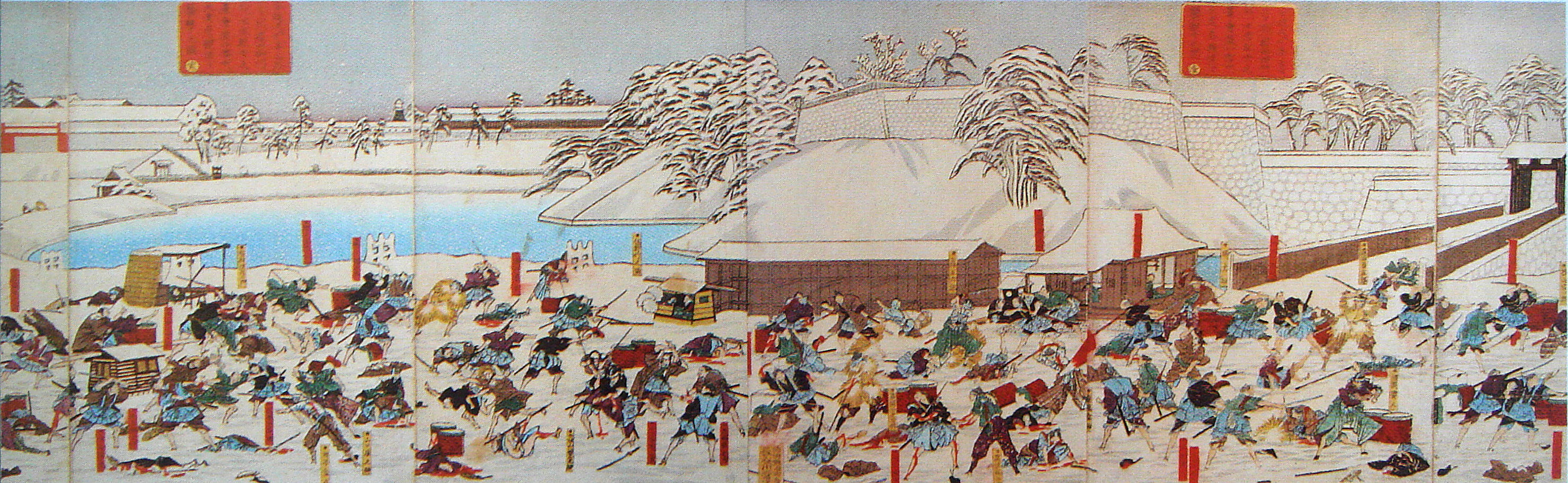
Sakuradamonský incident při kterém byl šiši zavražděn Ii Naosuke, hlavní ministr (Tairó) Tokugawského šógunátu.

Teprve podpis nerovné americko-japonské smlouvy o přátelství a obchodu 29. července 1858 (tzv. Harrisova smlouva) však hnutí sonnó džói radikalizoval. Zatímco dříve Jošida Šóin v Sacumě odmítal jakýkoli ozbrojený odpor proti šógunátu, od tohoto okamžiku se vyslovil pro násilný převrat, který by moc japonského císaře obnovil. Sonnó džói se tak stalo bojovým pokřikem zejména v Mito, Čóšú, Sacumě a Tose, které se vzbouřily proti moci šógunátu. V těchto provinciích začali samurajové páchat atentáty na vysoké hodnostáře bakufu a také na cizince. Nejznámějšími atentátníci sonnó džói jsou v japonské historiografii známí jako „čtyři velcí hitokiri Bakumacu“ (幕末四大人斬り, Bakumacu šidai hitokiri). Byli jimi samurajové Kawakami Gensai (河上 彦斎), Kirino Tošiaki (桐野 利秋), Tanaka Šimbé (田中 新兵衛) a Okada Izó (岡田 以蔵). Na atentátech se ale podíleli například i pozdější japonští premiéři Hirobumi Itó a Aritomo Jamagata.
Bakufu zpočátku reagovalo tvrdě. Kromě Jošidy Šóina padlo za oběť čistkám, které v letech 1858–1859 inicioval tairó Ii Naosuke, přibližně 100 dalších vůdců hnutí sonnó džói. Vzhledem k tomu, že šógunát již ale neměl ve vzbouřených provinciích velký faktický vliv, nebyla represivní opatření příliš účinná a po zavraždění Ii Naosukeho 24. března 1860 byla ukončena.

### Nenávist povstalců vůči cizincům

Zavraždění Charlese Lennox Richardsona

Rebelové ze vzpurných provincií vyslali několik samurajů na průzkumné mise do Číny a západních států Asie. Samuraj Takasugi Šinsaku (高杉 晋作) si během svého pobytu v Šanghaji v květnu 1862 do svého deníku napsal:
| „ | [V Šanghaji] se většina Číňanů stala služebníky cizinců. [...] Ačkoli je město formálně pod čínskou vládou, ve skutečnosti se stalo kolonií Anglie a Francie. [...] Ráno jsem spolu s Godaiem navštívil anglického misionáře. [...] V misiích lékaři léčí lidi oslabené nemocí a pak je obracejí na křesťanství. Na takové věci musíme být připraveni i v Japonsku. | “ |

Rozšiřování evropských obchodních osad v důsledku smluv uzavřených bakufu dále podnítilo obavy samurajů, že Japonsko bude brzy kolonizováno Evropany. Samuraj Jasuomi Maki (真木 保臣, dvorním jménem Izumi Maki) z Mito napsal v roce 1861 své ženě:
| „ | Cizinci [...] požádali vládu o povolení postavit pevnosti v Ósace, Sakai a Hjógu. [...] Stane-li se to, jak říkají, pak bude Japonsko rozděleno na dvě části [...] a císařský dvůr jim bude vržen pod nohy. [...] Pokud tato země padne pod vládu cizinců, nebude žádný důvod žít a pro celou mou rodinu nebude jiné cesty než zemřít. | “ |

Nenávist rebelujících samurajů, která vyplývala ze strachu z kolonizace, poprvé vyvrcholila při incidentu v Namamugi (14. září 1862), kdy byl britský obchodník Charles Lennox Richardson zabit samuraji daimjóa Hisamicu Šimazu ze Sacumy.

### Zásahy japonského císaře
Není divu, že císařský dvůr v Kjótu s odpadlými samuraji sympatizoval. Císař Kómei hnutí osobně podporoval, čímž porušil staletou císařskou tradici neúčastnit se aktivně státních politických záležitostí. Ostře kritizoval smlouvy uzavřené šógunátem a pokusil se ovlivnit politiku sňatkem princezny Kazunomija Čikako (和宮 親子内親王, též Kazu). Ta byla provdána za šóguna Iemoči Tokugawu. Jeho aktivita vyvrcholila „císařským příkazem k vyhnání barbarů“ (攘夷勅命, džói čokumei) vydaným v březnu 1863.
Šógunát tento císařský příkaz ignoroval, ale vzpurné provincie nikoli. V Čóšú byly v Šimonoseki ostřelovány zahraniční lodě. Samurajové stále častěji vraždili úředníky šógunátu a také cizince, na což šógunát odpověděl založením samurajské milice šinsengumi. Západní státy reagovaly tvrdými požadavky na reparace, ostřelováním Kagošimy a Šimonoseki. V květnu 1864 vypuklo v provincii Mito otevřené povstání proti bakufu, které bylo potlačeno vojsky šógunátu až v lednu 1865. Vzpoura u městské brány Hamaguri v Kjótu, kterou 20. srpna 1864 vyvolali samurajové z Čóšú, byla jen epizodním bitkou, ale bakufu na ni odpovědělo trestnou výpravou do vzbouřených provincií. Výprava skončila prakticky bez boje formálním podrobením se Čóšú.

### Modernizace armády a příprava reforem Meidži
Otevřené vojenské střety jasně ukázaly, že povstalci sonnó džói se západním silám ani silám bakufu vojensky rovnat nemohou. V důsledku toho začali povstalci postupně svůj xenofobní postoj opouštět a začali s cizími mocnostmi spolupracovat.
Od roku 1864 se sonnó džói stalo jediným heslem pro nahrazení bakufu. Sacuma, Čóšú a Tosa pustupně navázaly rozsáhlé obchodní kontakty s Anglií. Nově nabyté vztahy byly využity k vybudování silných vojenských milicí podle západního vzoru. Jejich organizace se zásadně lišila od tradiční japonské vojenské hierarchie, protože bylo poprvé dovoleno nosit zbraně i neurozeným Japoncům. Nejznámější takovou jednotkou byla Kiheitai, kterou v Čóšú zformoval Takasugi Šinsaku. S pomocí takových jednotek již vzbouřenci vojska Bakufu dokázali porazit. Poprvé se to ukázalo roku 1866 během další trestné výpravy bakufu do Čóšú.
Vzbouřenci se z iniciativy Rjómy Sakamota proti šógunátu, který tehdy vedl nový šógun Jošinobu Tokugawa, spojili. Šógunátu již ale nepomohlo ani spojenectví s Francii, která se pokusila proti vzbouřencům vojensky intervenovat (mise vedená Charlesem Chanoinem) a vláda se udržela pouze do války Bošin (1868–1869).
Císař Kómei byl v roce 1866 otráven Iwakurou Tomomim. Motivem bylo, že císař reagoval na výzvu ke sblížení ze strany šógunátu. Jeho nástupcem se stal císař Meidži, který pevně stál za hnutím sonnó džói a jehož vláda zahájila éru imperialismu japonských dějin.

### Období po reformách Meidži
Po obnovení moci císaře během období Meidži bylo heslo sonnó džói v tichosti opuštěno a nahrazeno jiným. Fukoku kjóhei (富国強兵, „bohatá země“, „silná armáda“) se stalo heslem období Meidži a bylo výrazem tehdejší japonské expanzivní politiky. Ta začala obsazením ostrovů Rjúkjú v roce 1879. Později se přidal výraz wakon yósai (和魂洋才, „japonský duch a západní technologie“), který vymyslel Šózan Sakuma jako heslo pro rychlou industrializaci země.